# Amalie von Wallmoden
Lady Sophie Amalie Marianne von Wallmoden, I contessa di Yarmouth (1º aprile 1704 – 19 ottobre 1765), è stata una nobildonna tedesca, nota per essere stata l'amante di Giorgio II.

## Biografia
Era la figlia del generale Johann Franz Dietrich von Wendt e di sua moglie Friderike Charlotte von dem Busche. La zia era Melusina von der Schulenburg, duchessa di Kendal, amante di lunga data di Giorgio I e la sua prozia Clara Elisabeth von Platen era l'amante di suo padre, il principe elettore Ernesto Augusto di Brunswick-Lüneburg.

## Matrimonio
Nel 1727 sposò, ad Hannover, il conte Adam Gottlieb Wallmoden (1704-1752), figlio di Ludwig Achaz von Wallmoden e di Anna Elisabeth von Helmburg. I due ebbero insieme due figli:
- Franz Ernst (1728-1776)
- Friederike (1729-1800)

## Amante reale
Durante un viaggio ad Hannover, nel 1735, incontrò Giorgio II. Nel 1736, partorì un figlio, il conte Johann Ludwig von Wallmoden-Gimborn che secondo alcune voci era il figlio illegittimo non riconosciuto del re.
Il re pose fine alle sue visite, dopo la morte della moglie Carolina di Brandeburgo-Ansbach nel mese di novembre 1737. Nel 1739, divorziò dal marito.

## Morte
Dopo la morte del re, avvenuta il 25 ottobre 1760, tornò ad Hannover. Morì il 19 ottobre 1765.